# Choklad (roman)
Choklad (originaltitel: Chocolat) är en roman från 1999 av Joanne Harris. Den berättar historien om Vianne Rocher, en ung ensamstående mamma, som anländer till den franska byn Lansquenet-sous-Tannes i början av fastan med sin sexåriga dotter, Anouk. Vianne öppnar en chokladbutik - La Céleste Praline - på torget mitt emot kyrkan. Under den traditionella säsongen av fasta och självförnekelse förändrar hon varsamt livet för byborna som besöker henne.
Detta upprör byns präst Francis Reynaud och dennes anhängare. Spänningarna stiger och samhället blir alltmer splittrat. När påsken närmar sig ställs kyrkans ritual mot chokladbutikens frestelser och prästen bestämmer sig för att göra allt för att få Vianne Rocher att lämna byn.
Harris har sagt att flera av karaktärerna påverkades av personer i hennes liv: Hennes dotter utgör grunden för den unga Anouk, inklusive hennes imaginära kanin, Pantoufle. Harris viljestarka och självständiga gammelmormor påverkade hennes skildring av både Vianne och den äldre Armande.
Romanen Choklad följdes upp av Karamellskorna (The Lollipop Shoes, 2007) och I persikoträdets skugga (Peaches for Monsieur le Curé, 2012).

## Filmatisering
Filmatiseringen Chocolat hade premiär år 2000, regisserad av Lasse Hallström och med Juliette Binoche, Judi Dench, Alfred Molina, Lena Olin och Johnny Depp i huvudrollerna. Filmen nominerades till 8 Bafta Awards och 5 Oscars.